# Typhloscolex robusta
Typhloscolex robusta är en ringmaskart som beskrevs av Friedrich 1950. Typhloscolex robusta ingår i släktet Typhloscolex och familjen Typhloscolecidae. Inga underarter finns listade i Catalogue of Life.